# Zophosis holmi
Zophosis holmi is een keversoort uit de familie zwartlijven (Tenebrionidae). De wetenschappelijke naam van de soort is voor het eerst geldig gepubliceerd in 1977 door M. L. Penrith.